# 12番街のラグ

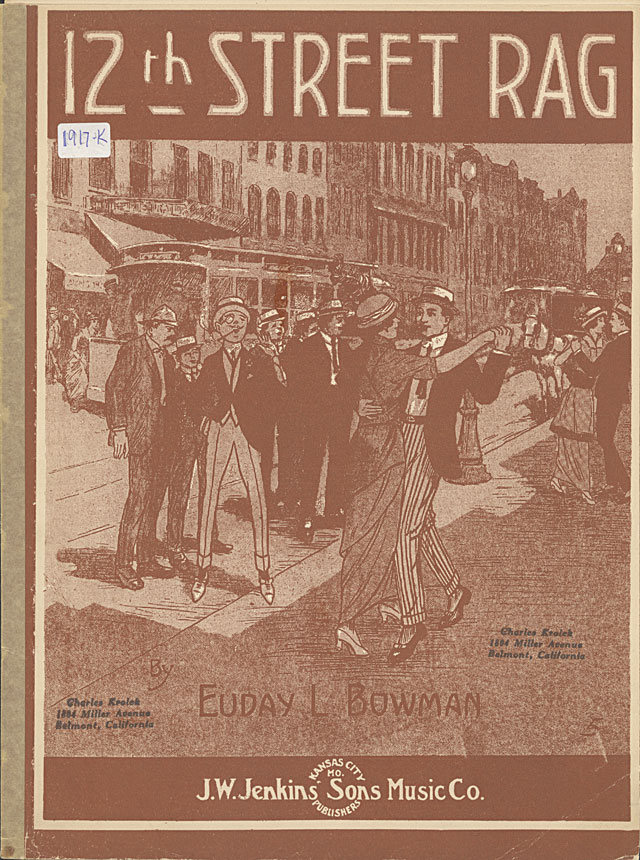
1915年版表紙

12番街のラグ Twelfth Street Rag（じゅうにばんがいのラグ）は1914年にユーディ・L・ボウマン（Euday L. Bowman）が作曲したラグタイム曲。曲名はボウマンが出演していたカンザスシティの盛り場「12番街」から採られている。

## 概要
ラグタイム時代にとりわけ有名なベスト・セラーとなった曲であり、ルイ・アームストロングからレスター・ヤングまで、多くの様々なアーティスト達が録音してきていて、現在もディキシーランド・ジャズのスタンダード・ナンバーとなっている。
ピー・ウィー・ハント（Pee Wee Hunt）のピアノ録音はビルボードの1948年のナンバー・ワン・シングルとなり、300万枚を超す売り上げとなった。これはCapitol Records 15015として同年の3月に売り出されたものである。
作曲者ユーディ・L・ボウマン自身もこの曲を録音して Bowman 11748 として出版した。
・この曲の楽式は、「イントロ A A1 イントロ2 A2」である。
・この曲は「ジョー・フランクリン・ショー」（the Joe Franklin Show）のテーマ曲として最もよく知られている。
1919年のチャーリー・チャップリンによる短編映画『一日の行楽』では、乗船中のシーンで、アフリカ系アメリカ人のバンドがこの曲のポピュラー・ラグのバージョンを演奏しているのを聴くことができる。
さらに最近では、テレビ・シリーズ『スポンジ・ボブ/スクエアパンツ』のバックグラウンド・ミュージックで、ウクレレのバージョンがよく用いられている。